# Charlamov Cup
La Charlamov Cup (in russo: Кубок Харламова, Kubok Kharlamova), è il trofeo assegnato alla squadra vincitrice dei playoff della Molodežnaja Chokkejnaja Liga (MHL), e prende il nome dal forte giocatore sovietico Valerij Charlamov, considerato uno dei più forti hockeisti di tutti i tempi.
La coppa è stata disegnata da Frank Meisler.

## Albo d'oro
| Stagione | Charlamov Cup vincitore | Charlamov Cup finalista |
| -------- | ----------------------- | ----------------------- |
| 2009–10  | Stalnye Lisy            | Kuznetskie Medvedi      |
| 2010–11  | Krasnaya Armiya         | Stalnye Lisy            |
| 2011–12  | Omskye Yastreby         | Krasnaya Armiya         |
| 2012–13  | Omskye Yastreby         | МHC Spartak             |
| 2013–14  | МHC Spartak             | Krasnaya Armiya         |